# Amtsgericht Hamburg-St. Georg

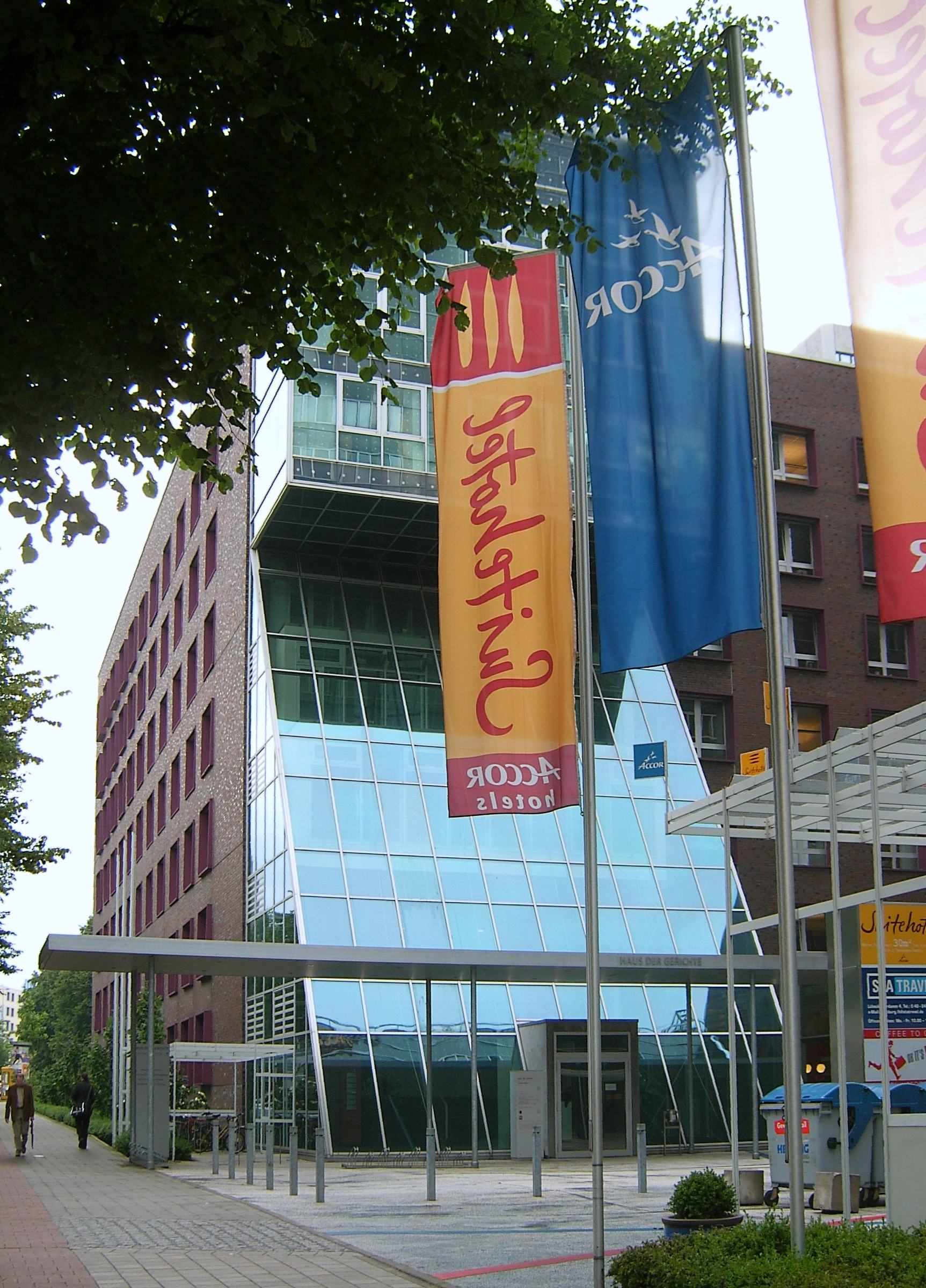
„Haus der Gerichte“

Das Amtsgericht Hamburg-St. Georg ist eines der Amtsgerichte in der Freien und Hansestadt Hamburg. Es wurde 2003 neu gegründet.
Es hat seinen Sitz im Haus der Gerichte am Berliner Tor.

## Gerichtsbezirk
Der Amtsgerichtsbezirk umfasst die Stadtteile:
- Barmbek-Süd (nur Ortsteil 418, westlich der Bachstraße)
- Billbrook
- Billstedt
- Borgfelde
- Hamm
- Hammerbrook
- Hohenfelde
- Horn
- St. Georg
- Uhlenhorst
- Winterhude

Karte der Bezirksgrenze auf OpenStreetMap

## Leitung
Erster Direktor war Hans-Dietrich Rzadtki, der 2009 als Präsident an die Spitze des Amtsgerichts Hamburg wechselte.